# AFC Champions League 2007
AFC Champions League 2007 là phiên bản thứ 26 của giải bóng đá câu lạc bộ cấp cao nhất châu Á và là phiên bản thứ 5 dưới tên gọi AFC Champions League.
Câu lạc bộ Nhật Bản Urawa Red Diamonds trở thành nhà vô địch lần đầu tiên trong lịch sử sau khi đánh Sepahan của Iran và trở thành đội bóng Nhật Bản thứ tư vô địch cúp châu Á cấp câu lạc bộ, và lọt vào Giải vô địch bóng đá thế giới các câu lạc bộ 2007.

## Các đội tham dự
Cùng đội đương kim vô địch, Jeonbuk Hyundai Motors, 28 câu lạc bộ từ 14 quốc gia tham dự giải thông qua vị trí tại giải quốc nội hoặc vô địch cúp quốc nội. Jeonbuk Hyundai Motors tham dự giải đấu từ vòng tứ kết.
Lễ bốc thăm chia bảng được diễn ra tại Kuala Lumpur vào ngày 22 tháng 12, phân các đội vào 7 bảng. Vào tháng 2, AFC loại Esteghlal Tehran khỏi bảng B vì không kịp nộp danh sách cầu thủ. Số đội tham dự giảm xuống còn 28.
Chú thích:
•TH: Đương kim vô địch
•1st, 2nd, 3rd,...: Vị trí tại giải quốc nội
•CW: Đội vô địch cúp quốc gia
| Tứ kết                    |                             |                             |                    |
| Jeonbuk Hyundai MotorsTH  |                             |                             |                    |
| Vòng bảng                 |                             |                             |                    |
| Đông Á và Đông Nam Á      |                             |                             |                    |
| Adelaide United (1st)     | Persik Kediri (1st)         | Seongnam Ilhwa Chunma (1st) |                    |
| Sydney FC (CW)            | Arema Malang (CW)           | Chunnam Dragons (CW)        |                    |
| Sơn Đông Lỗ Năng (1st,CW) | Urawa Red Diamonds (1st,CW) | Bangkok United FC (1st)     |                    |
| Thân Hoa Thượng Hải (2nd) | Kawasaki Frontale (2nd)     | Gạch Đồng Tâm Long An (1st) |                    |
| Trung, Nam và Tây Á       |                             |                             |                    |
| Esteghlal (1st)           | Al Kuwait (1st)             | Al-Shabab (1st)             | Al-Wahda (2nd)     |
| Sepahan (CW)              | Al-Arabi (CW)               | Al-Hilal (CW)               | Al Ain (CW)        |
| Al-Zawraa (1st)           | Al Sadd (1st)               | Al-Karamah (1st)            | Pakhtakor (1st,CW) |
| Najaf FC (2nd)            | Al-Rayyan (CW)              | Al-Ittihad (CW)             | Neftchi (2nd)      |

## Vòng bảng
Các trận đấu bảng diễn ra theo các vòng đấu vào ngày 7 tháng 3, 21 tháng 3, 11 tháng 4, 25 tháng 4 và 23 tháng 5 năm 2007.

### Bảng A
| Đội       | ST | T | H | B | BT | BB | HS | Đ  |
| --------- | -- | - | - | - | -- | -- | -- | -- |
| Al-Wahda  | 6  | 4 | 1 | 1 | 13 | 6  | +7 | 13 |
| Al-Zawraa | 6  | 3 | 2 | 1 | 9  | 6  | +3 | 11 |
| Al-Arabi  | 6  | 2 | 1 | 3 | 10 | 12 | −2 | 7  |
| Al-Rayyan | 6  | 0 | 2 | 4 | 3  | 11 | −8 | 2  |

|               | WAH | ZWR | ARB | RAY |
| ------------- | --- | --- | --- | --- |
| Al-Wahda      | –   | 1-1 | 4-1 | 3-0 |
| Al-Zawra'a SC | 1-2 | –   | 3-2 | 0-0 |
| Al-Arabi      | 3-2 | 0-1 | –   | 1-1 |
| Al-Rayyan     | 0-1 | 1-3 | 1-3 | –   |

### Bảng B
| Đội       | ST | T | H | B | BT | BB | HS | Đ |
| --------- | -- | - | - | - | -- | -- | -- | - |
| Al-Hilal  | 4  | 2 | 2 | 0 | 5  | 1  | +4 | 8 |
| Pakhtakor | 4  | 2 | 0 | 2 | 3  | 5  | −2 | 6 |
| Al Kuwait | 4  | 0 | 2 | 2 | 2  | 4  | −2 | 2 |
| Esteghlal | 0  | 0 | 0 | 0 | 0  | 0  | 0  | 0 |

1. ↑  Esteghlal bị loại vì không kịp nộp danh sách cầu thủ.

|           | HIL | PAK | KUW |
| --------- | --- | --- | --- |
| Al-Hilal  | –   | 2-0 | 1-1 |
| Pakhtakor | 0-2 | –   | 2-1 |
| Al Kuwait | 0-0 | 0-1 | –   |

### Bảng C
| Đội        | ST | T | H | B | BT | BB | HS | Đ  |
| ---------- | -- | - | - | - | -- | -- | -- | -- |
| Al-Karamah | 6  | 3 | 2 | 1 | 11 | 7  | +4 | 11 |
| Neftchi    | 6  | 3 | 1 | 2 | 6  | 7  | −1 | 10 |
| Najaf FC   | 6  | 2 | 2 | 2 | 9  | 8  | +1 | 8  |
| Al Sadd    | 6  | 1 | 1 | 4 | 6  | 10 | −4 | 4  |

|            | KAR | NEF | NJF | SAD |
| ---------- | --- | --- | --- | --- |
| Al-Karamah | –   | 2-0 | 1-1 | 2-1 |
| Neftchi    | 2-1 | –   | 1-1 | 2-1 |
| Najaf FC   | 2-4 | 0-1 | –   | 1-0 |
| Al Sadd    | 1-1 | 2-0 | 1-4 | –   |

### Bảng D
| Đội        | ST | T | H | B | BT | BB | HS  | Đ  |
| ---------- | -- | - | - | - | -- | -- | --- | -- |
| Sepahan    | 6  | 4 | 1 | 1 | 12 | 5  | +7  | 13 |
| Al-Shabab  | 6  | 3 | 1 | 2 | 9  | 3  | +6  | 10 |
| Al Ain     | 6  | 1 | 3 | 2 | 5  | 8  | −3  | 6  |
| Al-Ittihad | 6  | 0 | 3 | 3 | 3  | 13 | −10 | 3  |

|            | SEP | SHB | AIN | ITA |
| ---------- | --- | --- | --- | --- |
| Sepahan    | –   | 1-0 | 1-1 | 2-1 |
| Al-Shabab  | 0-1 | –   | 2-0 | 4-0 |
| Al Ain     | 3-2 | 0-2 | –   | 1-1 |
| Al-Ittihad | 0-5 | 1-1 | 0-0 | –   |

### Bảng E
| Đội                 | ST | T | H | B | BT | BB | HS  | Đ  |
| ------------------- | -- | - | - | - | -- | -- | --- | -- |
| Urawa Red Diamonds  | 6  | 2 | 4 | 0 | 9  | 5  | +4  | 10 |
| Sydney FC           | 6  | 2 | 3 | 1 | 8  | 5  | +3  | 9  |
| Persik Kediri       | 6  | 2 | 1 | 3 | 6  | 16 | −10 | 7  |
| Thân Hoa Thượng Hải | 6  | 1 | 2 | 3 | 7  | 4  | +3  | 5  |

|                     | RED | SYD | PSK | SHA |
| ------------------- | --- | --- | --- | --- |
| Urawa Red Diamonds  | –   | 0-0 | 3-0 | 1-0 |
| Sydney FC           | 2-2 | –   | 3-0 | 0-0 |
| Persik Kediri       | 3-3 | 2-1 | –   | 1-0 |
| Thân Hoa Thượng Hải | 0-0 | 1-2 | 6-0 | –   |

### Bảng F
| Đội               | ST | T | H | B | BT | BB | HS  | Đ  |
| ----------------- | -- | - | - | - | -- | -- | --- | -- |
| Kawasaki Frontale | 6  | 5 | 1 | 0 | 15 | 4  | +11 | 16 |
| Chunnam Dragons   | 6  | 3 | 1 | 2 | 7  | 8  | −1  | 10 |
| Arema Malang      | 6  | 1 | 1 | 4 | 2  | 9  | −7  | 4  |
| Bangkok United    | 6  | 0 | 3 | 3 | 4  | 7  | −3  | 3  |

|                   | KAW | DRA | ARM | BUN |
| ----------------- | --- | --- | --- | --- |
| Kawasaki Frontale | –   | 3-0 | 3-0 | 1-1 |
| Chunnam Dragons   | 1-3 | –   | 2-0 | 3-2 |
| Arema Malang      | 1-3 | 0-1 | –   | 1-0 |
| Bangkok United    | 1-2 | 0-0 | 0-0 | –   |

### Bảng G
| Đội                   | ST | T | H | B | BT | BB | HS  | Đ  |
| --------------------- | -- | - | - | - | -- | -- | --- | -- |
| Seongnam Ilhwa Chunma | 6  | 4 | 1 | 1 | 13 | 6  | +7  | 13 |
| Sơn Đông Lỗ Năng      | 6  | 4 | 1 | 1 | 12 | 8  | +4  | 13 |
| Adelaide United       | 6  | 2 | 2 | 2 | 9  | 6  | +3  | 8  |
| Gạch Đồng Tâm Long An | 6  | 0 | 0 | 6 | 4  | 18 | −14 | 0  |

|                       | SEO | SLT | ADE | GDT |
| --------------------- | --- | --- | --- | --- |
| Seongnam Ilhwa Chunma | –   | 3-0 | 1-0 | 4-1 |
| Sơn Đông Lỗ Năng      | 2-1 | –   | 2-2 | 4-0 |
| Adelaide United       | 2-2 | 0-1 | –   | 3-0 |
| Gạch Đồng Tâm Long An | 1-2 | 2-3 | 0-2 | –   |

## Vòng loại trực tiếp

### Tứ kết
| Đội 1                | TTS        | Đội 2                  | Lượt đi | Lượt về      |
| -------------------- | ---------- | ---------------------- | ------- | ------------ |
| Sepahan              | 0–0 (5–4p) | Kawasaki Frontale      | 0–0     | 0–0 (s.h.p.) |
| Al-Wahda             | 1–1 (a)    | Al-Hilal               | 0–0     | 1–1          |
| Seognam Ilhwa Chunma | 4–1        | Al-Karamah             | 2–1     | 2–0          |
| Urawa Red Diamonds   | 4–1        | Jeonbuk Hyundai Motors | 2–1     | 2–0          |

### Bán kết
| Đội 1                 | TTS        | Đội 2              | Lượt đi | Lượt về      |
| --------------------- | ---------- | ------------------ | ------- | ------------ |
| Sepahan               | 3–1        | Al-Wahda           | 3–1     | 0–0          |
| Seongnam Ilhwa Chunma | 4–4 (3–5p) | Urawa Red Diamonds | 2–2     | 2–2 (s.h.p.) |

### Chung kết
| Đội 1   | TTS | Đội 2              | Lượt đi | Lượt về |
| ------- | --- | ------------------ | ------- | ------- |
| Sepahan | 1–3 | Urawa Red Diamonds | 1–1     | 0–2     |

#### Lượt đi
| Sepahan            | 1–1    | Urawa Red Diamonds |
| ------------------ | ------ | ------------------ |
| Mahmoud Karimi 47' | Report | Robson Ponte 45'   |

#### Lượt về
| Urawa Red Diamonds                | 2–0    | Sepahan |
| --------------------------------- | ------ | ------- |
| Yuichiro Nagai 22' · Yuki Abe 71' | Report |         |

- Urawa Red Diamonds thắng với tổng tỉ số 3–1

## Các cầu thủ ghi bàn hàng đầu
| Xếp hạng | Cầu thủ            | Câu lạc bộ              | Bàn thắng |
| -------- | ------------------ | ----------------------- | --------- |
| 1        | Mota               | Seongnam Ilhwa Chunma   | 7         |
| 2        | Kim Dong-hyun      | Seongnam Ilhwa Chunma   | 5         |
| 2        | Mehdi Seyed Salehi | Sepahan                 | 5         |
| 4        | Rodrigão           | Al-Hilal                | 4         |
| 4        | Firas Al Khatib    | Al-Arabi                | 4         |
| 4        | Saeed Mohsen       | Najaf FC                | 4         |
| 4        | Steve Corica       | Sydney FC               | 4         |
| 4        | Travis Dodd        | Adelaide United         | 4         |
| 4        | Robson Ponte       | Urawa Red Diamonds      | 4         |
| 10       | Magnum             | Kawasaki Frontale       | 3         |
| 10       | Juninho            | Kawasaki Frontale       | 3         |
| 10       | Kengo Nakamura     | Kawasaki Frontale       | 3         |
| 10       | Wang Yongpo        | Shandong Luneng Taishan | 3         |
| 10       | Li Jinyu           | Shandong Luneng Taishan | 3         |
| 10       | Emad Mohammed      | Sepahan                 | 3         |
| 10       | Mahmoud Karimi     | Sepahan                 | 3         |
| 10       | Mamadou Bagayoko   | Al-Wahda                | 3         |
| 10       | Waleed Al-Gizani   | Al-Shabab               | 3         |
| 10       | Diego Alonso       | Shanghai Shenhua        | 3         |
| 10       | Fernando           | Adelaide United         | 3         |
| 10       | Iyad Mando         | Al-Karamah              | 3         |
| 10       | Senghor Koupouleni | Al-Karamah              | 3         |
| 10       | Tatsuya Tanaka     | Urawa Red Diamonds      | 3         |
| 10       | Yuichiro Nagai     | Urawa Red Diamonds      | 3         |
| 10       | Yuki Abe           | Urawa Red Diamonds      | 3         |
| 10       | Choi Sung-Kuk      | Seongnam Ilhwa Chunma   | 3         |